# Arteria timpánica superior
La arteria timpánica superior ([TA]: arteria tympanica superior) es una arteria que se origina en la arteria meníngea media. No presenta ramas.

## Trayecto
Como rama de la arteria meníngea media, entra en el cráneo, discurre por el canal del músculo tensor del tímpano, e irriga este músculo y la membrana que envuelve el canal.

## Distribución
Se distribuye hacia la membrana del tímpano. Se anastomosa con las demás arterias timpánicas.